# Alex Mae
Alex Mae (Florida, Miami; 15 de enero de 1997) es una actriz pornográfica estadounidense.

## Biografía
Mae nació en la ciudad de Miami (Florida). Entró en la industria pornográfica en 2015, nada más cumplir los 18 años. Se retiró en 2017, con 46 películas.
Tuvo una corta carrera como actriz, habiendo grabado películas como She's So Small 8. Otras películas de su filmografía son Bang Bros 18 8, Disciplined Teens 4 o Teens Trained to Squirt.